# Jack Griffo
Jack Davis Griffo (ur. 11 grudnia 1996 w Orlando na Florydzie) – amerykański aktor i piosenkarz. Występował w roli Maxa Grzmotomocnego z Grzmotomocnych. Zagrał również Bretta w filmie Pechowcy.
W latach 2014–2018 był pięć razy nominowany do Kids Choice Award w kategorii „Najlepszy telewizyjny aktor”, jednak przegrał z Rossem Lynchem.

## Filmografia

### 2011
- Z kopyta jako Benny Fresh
- Mega przygody Bucketa i Skinnera jako Surf Team Member
- Sound of My Voice jako młody Peter

### 2012
- What I Did Last Summer: First Kiss jako Johnny
- American Hero jako Big Brother
- East of Kensington jako Peter Pan

### 2013
- Marvin Marvin jako Ellis
- Jessie jako Brett
- See Dad Run jako Xander McGinley
- Pechowcy jako Brett Taylor

### 2014
- Back-Up Beep Beep System jako Paul
- Nawiedzeni jako Max Grzmotomocny
- AwesomenessTV jako on sam

### 2015
- Nicky, Ricky, Dicky i Dawn:Go Hollywood jako Jack Griffo (Tajny Agent FBI)
- Adam i jego klony jako Vance Hansum
- Rekinado 3 jako Billy

### 2017
- Those Left Behind jako Noah

### 2013 – 2018
- Grzmotomocni jako Max Grzmotomocny
- Alexa & Katie jako Dylan
- szkoła rocka jako Slade von Slade

## Dyskografia
| ROK  | Piosenka    | Notatka            |
| ---- | ----------- | ------------------ |
| 2011 | „Hold Me”   | Singel z Kelsey    |
| 2013 | „Slingshot” | Singel z Pechowców |